# Poohlover
Poohlover è un album del gruppo italiano Pooh, pubblicato nel settembre 1976 dalla CBS.
È il primo disco autoprodotto dal gruppo dopo il sodalizio sciolto con il produttore Giancarlo Lucariello.

## Il disco
Poohlover marca una svolta in senso musicale rispetto agli album precedenti. Gli arrangiamenti diventano in effetti più ricchi e spumeggianti mettendo in evidenza le abilità dei componenti del gruppo (soprattutto le tastiere di Facchinetti e gli assoli di chitarra di Battaglia, ad esempio nei brani Il primo giorno di libertà o Uno straniero venuto dal tempo), nonostante si continui ad utilizzare in quasi tutti i pezzi una sezione d'archi come accompagnamento. Un'altra innovazione dell'album sono i testi dei brani, che in genere non parlano più d'amore, come imposto precedentemente da Lucariello, ma di argomenti più sociali come la prostituzione (Tra la stazione e le stelle), l'omosessualità (Pierre), gli zingari (Gitano) o i detenuti (Il primo giorno di libertà). Fanno inoltre ritorno i brani ispirati a storia, miti, leggende o di ispirazione fiabesca-fantastica (come Storia di una lacrima o Padre del fuoco, padre del tuono, padre del nulla), presenti sporadicamente nell'album Parsifal, ma in genere osteggiati da Lucariello. Nel disco compare la voce solista di Stefano D'Orazio, per la prima volta dal suo ingresso nel gruppo, che canta la strofa iniziale di Fare, sfare, dire, indovinare; nei precedenti dischi non aveva parti soliste ma cantava nelle parti corali, utilizzando spesso il falsetto nell'armonizzazione a quattro voci dei brani. Con questo brano, inoltre, i Pooh sperimentano la prima canzone interpretata a quattro voci alternate con questa formazione, cosa che verrà ripresa cinque anni dopo con Buona fortuna, diventando da allora un punto fisso nei loro album.
Poohlover contiene anche un singolo, Linda (unico brano dell'album con un testo che parla d'amore). Il pezzo avrebbe dovuto essere incluso nell'album Forse ancora poesia, ma il suo inserimento era stato vietato da una tenace opposizione di Giancarlo Lucariello. Il brano arriva ai vertici delle classifiche (cosa che non accadeva da tre anni), infatti con Poohlover i Pooh tornano al successo ponendo quindi fine ad un periodo di transizione in cui i loro dischi avevano venduto meno rispetto all'inizio degli anni settanta.
Fu il paroliere Valerio Negrini a suggerire il titolo dell'album. La copertina, a differenza di quella degli altri LP, non era apribile; era questa una misura di risparmio decisa dalla casa di discografica, con la quale i Pooh si erano trovati per la prima volta a contrattare da soli: in precedenza era stato invece Lucariello a negoziare a nome dei Pooh, ottenendo in genere buone condizioni per il gruppo; è chiaro del resto che dal punto di vista della casa discografica, giocava un ruolo non indifferente il fatto che nel periodo precedente la popolarità dei Pooh era temporaneamente calata.

## Tracce
LATO A
1. Il primo giorno di libertà (Facchinetti, Negrini) - 3:36 Voce principale: Roby
2. Gitano (Battaglia, Negrini) - 4:21 Voce principale: Dodi
3. Pierre (Facchinetti, Negrini) - 3:50 Voce principale: Roby
4. Fare, sfare, dire indovinare (Facchinetti, Battaglia, D'Orazio) - 3:19 Voce principale: Stefano, Red, Roby, Dodi
5. Uno straniero venuto dal tempo (Facchinetti, Battaglia, Negrini) - 4:32 Voce principale: Dodi e Roby

LATO B
1. Storia di una lacrima (Facchinetti, D'Orazio) - 4:47 Voce principale: Dodi, Roby, Red
2. Linda (Facchinetti, Negrini) - 3:41 Voce principale: Roby
3. Tra la stazione e le stelle (Facchinetti, Negrini) - 3:27 Voce principale: Dodi
4. Io sono il vento e quel giorno ero là (Woodstock 69) (Facchinetti, Negrini) - 3:40 Voce principale: Roby
5. Padre del fuoco, padre del tuono, padre del nulla (Facchinetti, Negrini) - 5:48 Voce principale: Roby

## Formazione
- Roby Facchinetti - voce, pianoforte, tastiere
- Dodi Battaglia - voce, chitarra
- Stefano D'Orazio - voce, batteria, percussioni
- Red Canzian - voce, basso, violoncello

## Singoli
- Linda/Donna davvero (brano del retro non presente nell'album)